# غوس جيرارد
غوس جيرارد (بالإنجليزية: Gus Gerard)‏ مواليد 27 يوليو 1953 في يونيونتاون، هو لاعب كرة سلة أمريكي معتزل. بدأ مسيرته الاحترافية في سنة 1974. تم اختياره من قبل فريق بورتلاند ترايل بلايزرز خلال الدرافت. يبلغ طوله 6 قدم 8 بوصة (2.0 م). حقق المركز الأول في دورة الألعاب الأمريكية 1975. اعتزل اللعب في 1981. أحرز خلال مسيرته في الإن بي إيه 3765 نقطة بمعدل 8.4 نقاط في المباراة الواحدة.

## المسيرة الاحترافية
لعب مع دنفر ناغتس في سنة 1975، ثم لعب مع بوفالو بريفز من سنة 1976 إلى 1978، ثم لعب مع ديترويت بيستونز من سنة 1977 إلى 1979، ثم لعب مع سكرامنتو كينغز من سنة 1978 إلى 1981، ثم لعب مع سان أنطونيو سبرز في سنة 1981.

## الميداليات
| الميدالية | المسابقة                         |
| --------- | -------------------------------- |
| برونزية   | بطولة كأس العالم لكرة السلة 1974 |
| ذهبية     | دورة الألعاب الأمريكية 1975      |

## روابط خارجية
- غوس جيرارد على موقع الاتحاد الدولي لكرة السلة (الإنجليزية)
- غوس جيرارد على موقع إن بي أي (الإنجليزية)
- غوس جيرارد على موقع سبورتس رفرنس (الإنجليزية)
- غوس جيرارد على موقع كلية كرة السلة في سبورتس رفرنس.كوم (الإنجليزية)
- غوس جيرارد على موقع ريلجم (الإنجليزية)
- غوس جيرارد على موقع بروبوليرز (الإنجليزية)